# Episodi di Flight 29 Down (prima stagione)
La prima stagione di Flight 29 Down è stata trasmessa in prima TV per l'Italia su Rai 2 dal  13 giugno 2009 al 26 luglio 2009.
| nº | Titolo originale        | Titolo italiano            | Prima TV Australia | Prima TV Italia |
| -- | ----------------------- | -------------------------- | ------------------ | --------------- |
| 1  | The Arrival             | L'arrivo                   | 1º ottobre 2005    | 13 giugno 2009  |
| 2  | The Quest for Fire      | Il fuoco della discordia   | 8 ottobre 2005     | 14 giugno 2009  |
| 3  | It's Lonely at the Top  | Elezioni democratiche      | 22 ottobre 2005    | 20 giugno 2009  |
| 4  | Not a Drop to Drink     | Il nuovo capo              | 5 novembre 2005    | 21 giugno 2009  |
| 5  | A Fish Story            | Una cena esotica           | 19 novembre 2005   | 27 giugno 2009  |
| 6  | The Pits                | La fossa                   | 26 novembre 2005   | 28 giugno 2009  |
| 7  | The Cry of the Wolf     | Ricatti                    | 3 dicembre 2005    | 4 luglio 2009   |
| 8  | Survival of the Fittest | L'arte della sopravvivenza | 10 dicembre 2005   | 5 luglio 2009   |
| 9  | Mazeathon               | Atmosfera tesa             | 21 gennaio 2006    | 11 luglio 2009  |
| 10 | Eight Is Enough         | Pace fatta                 | 28 gennaio 2006    | 12 luglio 2009  |
| 11 | Abby Normal             | Gelosie                    | 4 febbraio 2006    | 18 luglio 2009  |
| 12 | Until Proven Guilty     | Fino a prova contraria     | 11 marzo 2006      | 26 luglio 2009  |
| 13 | Scratch                 | La tempesta                | 18 marzo 2006      | 25 luglio 2009  |

## L'arrivo
- Titolo originale: The Arrival
- Diretto da: D. J. MacHale
- Scritto da: D. J. MacHale, Stan Rogow

### Trama
Dieci adolescenti volano verso un campo ecologico su un piccolo aereo. Durante un temporale, il pilota perde il controllo e il volo precipita su di un'isola sperduta del Pacifico. Tutti sono vivi, ma il gruppo si divide in due: la maggior parte dei ragazzi rimane lungo la riva, vicina al luogo dello schianto, mentre tre ragazzi (Abby, Jori e Ian) e il pilota si addentrano all'interno dell'isola alla ricerca di cibo e d'insediamenti abitati. Sull'isola i ragazzi hanno solo cibo liofilizzato, attrezzature da campeggio, il rottame dell'aereo, una radio rotta e poco altro. I ragazzi rimasti sull'isola litigano per chi dovrà essere il capo, in particolare Daley e Nathan. Ognuno organizza la vita a suo modo: Daley raziona cibo e acqua; Jackson sembra disinteressarsi e ascolta della musica su un MP3; Eric e Taylor nuotano. Per tutto l'episodio Lex, il fratellastro di Daley, viene ignorato anche se sembra avere qualcosa di importante da dire. Alla fine la dice a Jackson che mette in guardia tutti dal pericolo della marea. Quindi il gruppo tira l'aereo più verso l'entroterra per evitare che venga risucchiato dal mare. Il pilota torna e annuncia di non aver trovato nulla.